# Conseil Café-Cacao
Le Conseil Café-Cacao (CCC) créé par l’ordonnance N°2011-481 du 28 décembre 2011, est l'organisme étatique ivoirien de la régulation, de la stabilisation et du développement de la filière du café-cacao en Côte d'Ivoire depuis 2012,.
Cette structure a fédéré la Bourse café-cacao (BCC), le Fonds de régulation et de contrôle café-cacao (FRC), le Fonds de développement des producteurs de café-cacao (FDPCC) et l'Autorité de régulation du café et du cacao (ARCC).

## Historique
Avant la création du Conseil Café Cacao, la filière était encadrée par plusieurs institutions distinctes, telles que la Bourse café-cacao (BCC), le Fonds de régulation et de contrôle (FRC), le Fonds de développement des producteurs (FDPCC) et l'Autorité de régulation du café et du cacao (ARCC). Il a fédéré ces entités en une structure unique afin d’améliorer la gouvernance, la transparence et l’efficacité de la gestion de sa filière. Le conseil café cacao s'est récemment retrouvé au cœur d'une confrontation qui s'est soldé par une décision en faveur de ce dernier, lequel a été entièrement blanchi des accusations de détournement de fonds. La CNMACI remettaient en cause la gestion du fonds COVID19.

## Organisation et gouvernance
Le Conseil est administré par un Conseil d’administration paritaire entre l’État et l’interprofession. Le président du conseil d'administration (PCA), élu par le conseil d'administration est l'ancien ministre Lambert Kouassi Konan (2012-2021),.
Le directeur général, Massandjé Touré Litse était désigné par décret du Président de la République jusqu'à son limogeage le 1er août 2017. L'actuel président est Yves Brahima Koné, ancien vice président de l'ancien comité de gestion de la filière café-cacao (CGFCCC). Le siège est situé à Abidjan, dans l’immeuble Caistab, dans la commune du Plateau.

## Missions et objectifs
Dès sa création, il a eu pour missions,:
- le renforcement de la bonne gouvernance et de la transparence dans la gestion des ressources;
- le développement d’une économie cacaoyère et caféière durable;
- la sécurisation du revenu des producteurs par la mise en place d’un prix minimum garanti égal à 60% du prix CAF (prix d'un bien à la frontière du pays importateur) ainsi que l’amélioration de la commercialisation intérieure et extérieure;
- l'optimisation de la production nationale afin de maintenir la position de premier producteur mondial de cacao;
- la maximisation du prix de vente à l’exportation grâce à un Programme de ventes anticipées à la moyenne (PVAM) à travers la messagerie électronique.
- le renforcement du rôle stratégique de l’Etat dans la filière compte tenu de son poids socio-économique majeur dans le pays;
- le soutien de la mise en œuvre de la réforme en vue de l’atteinte du point d’achèvement de l’Initiative d’allègement de la dette en faveur des Pays Pauvres Très Endettés (PPTE)[4].